# Jerzy Skolimowski
Jerzy Skolimowski (Łódź, 5 de mayo de 1938) es un director de cine, guionista, dramaturgo, actor y pintor polaco. 
Se graduó en la prestigiosa Escuela Nacional de Cine de Łódź. Skolimowski ha dirigido más de veinte películas desde su ópera prima en 1960, Oko wykol (El ojo amenazante). Vivió en Los Ángeles durante 20 años y allí se dedicó a la pintura figurativa y expresionista, actuando ocasionalmente en alguna película. Más recientemente ha vuelto a Polonia, donde después de 17 años ha vuelto a filmar una película, Cztery noce z Anną (Cuatro noches con Anna), en 2008.

## Biografía

### Juventud
Skolimowski nació en Łódź, Polonia, hijo de María y Stanisław Skolimowski, arquitecto de profesión. En varias ocasiones a lo largo de su vida, ha reconocido haber tenido una vida marcada por la guerra, pues cuando era pequeño fue testigo de sus brutalidades, habiendo tenido, incluso, que ser rescatado de los escombros de una casa en Varsovia, destruida por una bomba. Su padre, miembro de la resistencia polaca, fue ejecutado por los nazis. Cuenta Skolimowski que su madre escondió en la casa a una familia judía y recuerda que se le insistió en que fuera amable con los nazis para mantener las apariencias.
Después de la guerra, su madre fue designada como agregada cultural en la embajada polaca en Praga. Entre sus compañeros en el colegio de Poděbrady, una ciudad balneario cercana a Praga, estaban los futuros directores de cine Milos Forman e Ivan Passer, así como Václav Havel.
Skolimowski estaba considerado como un alumno problemático en el colegio pues habitualmente estaba involucrado en todas las travesuras. En el colegio estudió etnografía, historia y literatura y se dedicó al boxeo, que fue también el argumento de un documental de larga duración, la que puede considerarse su primera película. Su interés por el jazz y su relación con el compositor Krzysztof Komeda, le pusieron en contacto con el actor Zbigniew Cybulski y con los directores Andrzej Munk y Roman Polanski.

### Escritor y actor
Recién cumplidos los 20 años, Skolimowski ya podía ser considerado escritor, habiendo publicado algunos libros de poemas y de cuentos. Pronto Skolimowski conoció a Andrzej Wajda, director de la entonces denominada 'Escuela Polaca', quien le mostró el guion de una película sobre la juventud, escrito por Jerzy Andrzejewski, el autor de la novela Cenizas y diamantes. A Skolimowski no el gustó el guion y lo rechazó. En cualquier caso, en respuesta al reto de Wajda, produjo su propia versión que a la postre se convirtió en la base de su película Los brujos Inocentes (1960), dirigido por Wajda, con Skolimowski en el papel de boxeador.
Skolimowski se matriculó en la Escuela Nacional del Cine en Łódź con la intención de evitarse el largo aprendizaje necesario para poder graduarse como director de cine. Para ello hizo uso de las películas depositadas en la Escuela, que estaban a su disposición para la práctica de los estudios, y tras los consejos iniciales de Andrzej Munk, filmó durante algunos años siguiendo la pauta de rodar escenas muy seguidas. Así, no obstante haber sacado unos resultados muy pobres en los trabajos del curso, Skolimowski, consiguió terminar el rodaje antes de terminar los estudios.

### Carrera cinematográfica
Tras terminar sus estudios, Skolimowski empezó a colaborar con Polański, escribiendo los diálogos del guion de Knife in the Water (1962).
Entre 1964 y 1984 completó seis películas semiautobiográficas: Rysopis [Señas de identidad desconocidas, 1964], Walkover (Walkover: el fácil triunfo; título en España, 1965), Barrier (La barrera, 1966), Hands Up! (rodada en 1967 y estrenada en 1981), Trabajo Clandestino y Success Is the Best Revenge, y otras dos entregas Le Départ (1967) y Deep End basadas en sus propios guiones originales. Barrier ganó el Gran Premio del Festival Internacional de Cine de Bérgamo. Le Départ ganó el Oso de Oro en el XVII Festival Internacional de Cine de Berlín.
Entre 1970 y 1992, mientras vivía y trabajaba en varios países, rodó seis producciones de mediano presupuesto, incluyendo cuatro coproducciones internacionales, (The Adventures of Gerard, King, Queen, Knave, The Shout, The Lightship, Torrents of Spring y Ferdydurke [Ferdydurke / la llave de la puerta, 1991], todas ellas con la indudable factura propia de Skolimowski.
Después de rodar Barrier abandonó Polonia para filmar en Bélgica Le Départ, en francés. De acuerdo con sus propias palabras, Le Départ fue una película ligera, más que una comedia, «no contiene las situaciones serias que me gusta en mis trabajos». Skolimowski volvió a Polonia para filmar Ręce do góry (Arriba las manos), la tercera película de la trilogía de Andrzej y la cuarta del sexteto de sus películas polacas. Los temas antiestalinistas de Arriba las manos que contenía esta película hizo que se prohibiera su exhibición, provocando además la expulsión de Skolimowski de la Polonia comunista. Skolimowski entonces se restableció en Londres, donde residió en el mismo edificio que Jimi Hendrix
Entre Arriba las manos (Hands Up!) y su siguiente entrega, Las aventuras de Gerard (1970), basada en una obra de Sir Arthur Conan Doyle, Skolimowski colaboró en una producción Checa, Dialóg 20-40-60 (1968), en la que cada uno de los tres directores (Con Zbynek Brynych y Peter Solan) inventan su propia historia usando idénticos diálogos, incluso aunque las diferencias de edad entre los papeles principales de cada sección sean de 20 años.
Deep End (1970) fue la segunda película no polaca de Skolimowski basada en un guion original suyo. Sus películas The Shout (El grito, 1978) y Trabajo Clandestino (1982) obtuvieron buenas críticas. Trabajo Clandestino, rodada en el Reino Unido y protagonizada por Jeremy Irons, fue la quinta de sus seis películas polacas, siendo hasta fecha la más exitosa de todas, tanto comercialmente como de crítica.
Como actor ha trabajado no sólo en Polonia, sino también en el cine anglosajón, tanto británico como estadounidense, bajo dirección de cineastas tan prestigiosos como Tim Burton, Julien Schabel o David Cronenberg, gracias a su perfecto dominio del inglés.
Durante algo más de quince años abandonó la dirección cinematográfica y se retiró para dedicarse a la pintura, realizando exposiciones en Londres, París y Varsovia.

## Filmografía

### Como director
- Erotyk [Erótico, 1960], cortometraje
- Hamles [El pequeño Hamlet, 1960], cortometraje
- Oko wykol [El ojo torvo, 1960], cortometraje
- Boks [Boxeo, 1961], cortometraje
- Pieniadze albo zycie [El dinero o la vida, 1961], cortometraje
- Akt [El desnudo, 1962], cortometraje
- Rysopis [Marcas de identificación Ninguna, 1964]
- Walkover (Walkover: el fácil triunfo, 1965)
- Bariera (La barrera, 1966)
- Le Départ (La partida, 1967)
- Rece do gory (terminada en 1967 y estrenada en 1981 como Hands Up!, Arriba las manos)
- Dvadsat' rocni [Los de veinte años] episodio del film colectivo Dialóg 20-40-60 (Diálogo 20-40-60, 1968)
- Deep End (1970)
- The Adventures of Gerard (Las aventuras de Gérard, 1970)
- King, Queen, Knave (El salto del tigre, 1972)
- The Shout (El grito, 1978)
- Trabajo clandestino (Moolighting) (1982)
- El éxito es la mejor venganza (Sucess is the Best Revenge, 1984)
- The Lightship (El buque faro, 1985)
- Torrents of Spring (El año de las lluvias torrenciales, 1989)
- Ferdydurke [Ferdydurke / la llave de la puerta, 1991]
- Four Nights with Anna / Cztery noce z Anną [Cuatro noches con Ana, 2008]
- America (América, 2008)
- Essential Killing (2010)
- 11 minutos (2015)
- EO (2022)

### Como actor
- Niewinni czarodzieje (1960)
- Boks (1961)
- Rysopis (1964), en el papel de Andrzej Leszczyc
- Walkower (1965), en el papel de Andrzej Leszczyc
- Sposob bycia (1966), en el papel de Leopold
- Deep End (1970), como el hombre con el periódico
- Rece do góry (1981), en el papel de Andrzej Leszczyc
- Die Fälschung (1981, en el papel de Hoffmann
- Noches Blancas (1985), en el papel del coronel del KGB Chaiko
- Big Shots (1987), en el papel de Doc
- Torrents of Spring (1989), en el papel de Víktor Víktorovich
- Mars Attacks! (1996)
- L.A. Without a Map (1998)
- Before Night Falls (Antes de que anochezca, 2000)
- Eastern Promises (Promesas del Este, 2007), en el papel de Stepán
- 11 settembre 1683 (2012)
- The Avengers (2012)
- Una storia senza nome (2018)

## Premios y distinciones
Festival Internacional de Cine de Berlín
| Año  | Categoría      | Película   | Resultado |
| ---- | -------------- | ---------- | --------- |
| 1967 | Oso de Oro     | La partida | Ganador   |
| 1967 | Premio UNICRIT | La partida | Ganador   |

Festival Internacional de Cine de Cannes
| Año  | Categoría              | Película            | Resultado |
| ---- | ---------------------- | ------------------- | --------- |
| 1978 | Gran Premio del Jurado | El grito            | Ganador   |
| 1982 | Mejor guion            | Trabajo Clandestino | Ganador   |
| 2022 | Premio del Jurado      | EO (película)       | Ganador   |

Festival Internacional de Cine de Venecia
| Año  | Categoría                                                   | Película          | Resultado |
| ---- | ----------------------------------------------------------- | ----------------- | --------- |
| 1985 | Premio especial del jurado                                  | El buque-faro     | Ganador   |
| 2010 | León de Plata - Gran Premio del Jurado Premio CinemAvvenire | Essential Killing | Ganador   |
| 2016 | León Dorado a toda una trayectoria                          | -                 | Ganador   |